# Strip2000
Strip2000 is een voormalige Nederlandse uitgeverij van stripverhalen, met als bindend thema humor. Strip2000 publiceerde humorstrips van auteurs uit Nederland en België.

## Geschiedenis
De naam Strip2000 ontstond eind jaren negentig als een organisatiebureau voor stripboekenverzamelbeurzen in onder andere Rijswijk en 's-Hertogenbosch. Daarnaast was het ook een informatieplatform voor stripboekenliefhebbers. In mei 2000 werd de Stichting Strip 2000 opgericht met als doel "promotie van het stripverhaal". De uitgeverij Strip2000 werd in november 2011 opgericht door Peter van der Heijden.
In de loop van de jaren zijn er in dit verband een aantal gelegenheidsuitgaven geweest onder het label Strip2000 van onder andere De Partners (Moordvalken) en Urbanus. Dit waren eenmalige uitgaven voor een specifieke stripbeurs.
Vanaf 2010 ging de uitgeverij van start met het (opnieuw) uitgeven van de serie Tom Carbon van Luc Cromheecke. Op 16 en 17 januari 2010 (stripfestijn Den Haag) werd het fonds gelanceerd met de uitgave van twee Tom Carbons deel 1 en 5 (sc en hc). Tijdens dit evenement werden ook de verschijningsdatums van de overige vijf albums van Tom Carbon bekendgemaakt. In 2011 werd de beslissing genomen om het fonds uit te breiden met albums van onder andere Marq van Broekhoven. Sindsdien wordt er gewerkt aan een portfolio van humorstrips met het optekenen van series als Plunk, Peer de Plintkabouter en Ype+Willem.
In 2015 startte de uitgeverij met de imprint Gorilla om naast het bestaande fonds van humorstrips ook avonturenstrips voor een iets ouder publiek te publiceren.
Op 23 september 2015 overleed oprichter Peter van der Heijden plots. In 2016 werd de uitgeverij bekroond met de P. Hans Frankfurtherprijs. In april 2017 zette de uitgeverij haar activiteiten stop.

## Stripreeksen (selectie)
- Ambrosius
- Beestjes
- Biebel
- Dating for geeks
- De partners
- De Ruyter
- De Vloek van Bangebroek
- Dik van Dieren en zo
- Evert Kwok
- Haagse Harry

- Jump
- Peer de Plintkabouter
- Plunk!
- Snippers
- Suus & Sas
- Swamp Thing
- Tom Carbon
- Urbanus
- Victor & Vishnu
- Zusje

## Auteurs (selectie)
Strip2000 heeft onder andere van de volgende auteurs albums uitgegeven:
- Aimée de Jongh
- Alex Turk
- Bruno De Roover
- Charel Cambré
- Daniel van den Broek
- Evert Kwok
- Fitzgerald
- Floris Oudshoorn
- Gerard Leever
- Herman Roozen
- Jan Dirk Barreveld
- Jeroen Funke
- Joeri Donsu
- Kenny Rubenis

- Lectrr
- Letzer
- Luc Cromheecke
- Marc Legendre
- Mark van Herpen
- Marq van Broekhoven
- Mars Gremmen
- Pieter Hogenbirk
- Sti
- Uco Egmond
- Willem Ritstier
- Wilbert van der Steen
- Ype Driessen